# Фейрмід (Каліфорнія)
Фейрмід (англ. Fairmead) — переписна місцевість (CDP) в США, в окрузі Мадера штату Каліфорнія. Населення — 1235 осіб (2020).

## Географія
Фейрмід розташований за координатами 37°4′42″ пн. ш. 120°11′46″ зх. д. / 37.07833° пн. ш. 120.19611° зх. д. (37.078388, -120.196157).  За даними Бюро перепису населення США в 2010 році переписна місцевість мала площу 21,65 км², уся площа — суходіл. В 2017 році площа становила 20,04 км², уся площа — суходіл.

## Демографія
Згідно з переписом 2010 року, у переписній місцевості мешкало 1447 осіб у 360 домогосподарствах у складі 295 родин. Густота населення становила 67 осіб/км².  Було 404 помешкання (19/км²).
Расовий склад населення:
| - 52,8 % — білих - 6,1 % — чорних або афроамериканців - 1,6 % — корінних американців - 0,5 % — азіатів - 34,3 % — осіб інших рас |

До двох чи більше рас належало 4,7 %. Частка іспаномовних становила 68,0 % від усіх жителів.
За віковим діапазоном населення розподілялося таким чином: 34,3 % — особи молодші 18 років, 58,4 % — особи у віці 18—64 років, 7,3 % — особи у віці 65 років та старші. Медіана віку мешканця становила 29,0 року. На 100 осіб жіночої статі у переписній місцевості припадало 112,5 чоловіків;  на 100 жінок у віці від 18 років та старших — 109,0 чоловіків також старших 18 років.
Середній дохід на одне домашнє господарство  становив 45 702 долари США (медіана — 31 641), а середній дохід на одну сім'ю — 51 660 доларів (медіана — 34 653). За межею бідності перебувало 47,3 % осіб, у тому числі 62,8 % дітей у віці до 18 років та 4,9 % осіб у віці 65 років та старших.
Цивільне працевлаштоване населення становило 414 особи. Основні галузі зайнятості: освіта, охорона здоров'я та соціальна допомога — 22,2 %, сільське господарство, лісництво, риболовля — 17,1 %, фінанси, страхування та нерухомість — 14,0 %.